# Kamow Ka-31
Der Kamow Ka-31 (russisch Камов Ка-31, NATO-Codename: Helix) ist ein Hubschrauber im Dienst der russischen Marine. Es handelt sich um ein in nur wenigen Exemplaren hergestelltes Modell, das speziell für die Radarseeaufklärung entwickelt wurde.

## Entwicklung

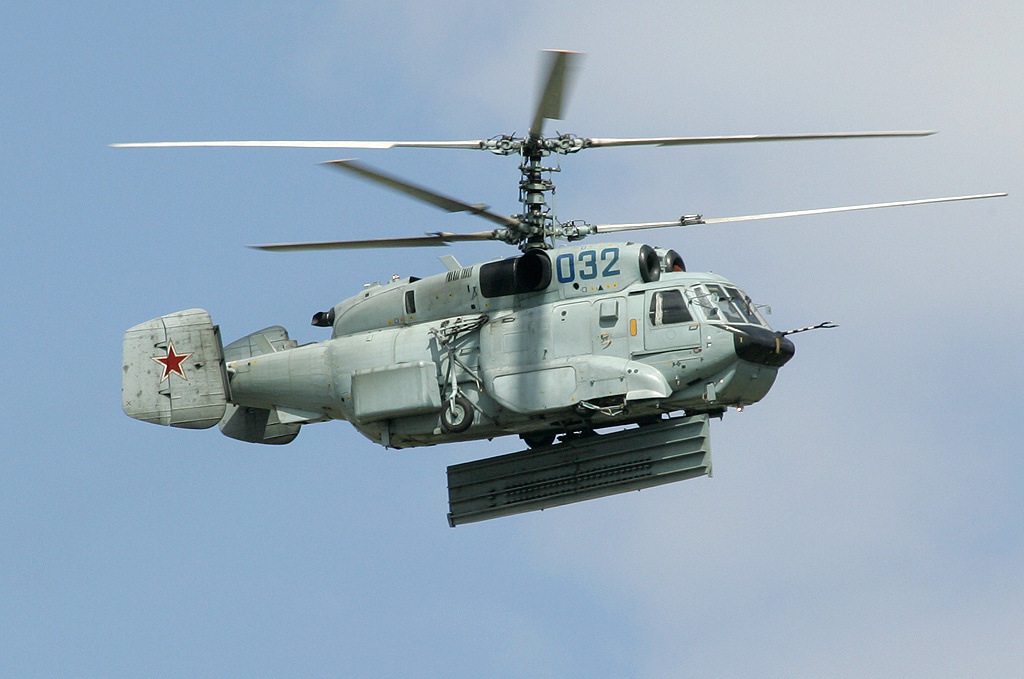
Im Flug mit heruntergeklapptem Radarschild

Die Arbeiten begannen 1985 als Ka-25PLD oder Ka-29RLD, die Projektverteidigung erfolgte im darauffolgenden Jahr. Der Ka-31 basiert auf dem bewährten Kamow Ka-27, mit dem er die wesentlichen technischen Parameter gemein hat. Die Besonderheit des Hubschraubers ist sein sechs Meter langer Radarschild, der unterhalb des Rumpfes angebracht ist. Er ist Teil des im Wissenschaftlichen Forschungsinstitut für Radiotechnik in Gorki konstruierten Radarsystems E-801, das 1987 erstmals mit einem Ka-27 getestet wurde. Im normalen Flugmodus liegt der Schild flach am Rumpf an, im Aufklärungsmodus wird er heruntergeklappt und rotiert mit sechs Umdrehungen pro Minute unter dem Hubschrauber. Das Fahrwerk wird dazu eingefahren; die Marschgeschwindigkeit sinkt hierbei auf 100 km/h. Die Reichweite für die Erkennung von Flugobjekten der Größe eines Kampfflugzeuges beträgt bis zu 150 km, bei Überwasserschiffen bis zu 200 km. Insgesamt können vierzig Zielobjekte gleichzeitig verfolgt werden.

## Technische Daten
| Kenngröße                   | Daten                                              |
| --------------------------- | -------------------------------------------------- |
| Besatzung                   | 2                                                  |
| Rotorkreisdurchmesser       | jeweils 15,90 m                                    |
| Länge                       | 11,25 m ohne Rotorblätter und Staurohr 12,5 gesamt |
| Höhe                        | 5,60 m                                             |
| Breite                      | 3,8 m                                              |
| Spurbreite                  | 3,05 m                                             |
| Startmasse                  | max. 12.500 kg                                     |
| Höchstgeschwindigkeit       | 255 km/h                                           |
| Marschgeschwindigkeit       | 220 km/h                                           |
| Patrouilliergeschwindigkeit | 100 km/h                                           |
| Dienstgipfelhöhe            | 3.700 m                                            |
| Reichweite                  | 680 km                                             |
| Triebwerke                  | zwei Klimow/Isotow TW3-117WMAR                     |
| Leistung                    | 2 × 1.633 kW (2.220 PS)                            |

## Militärische Nutzer
Volksrepublik China

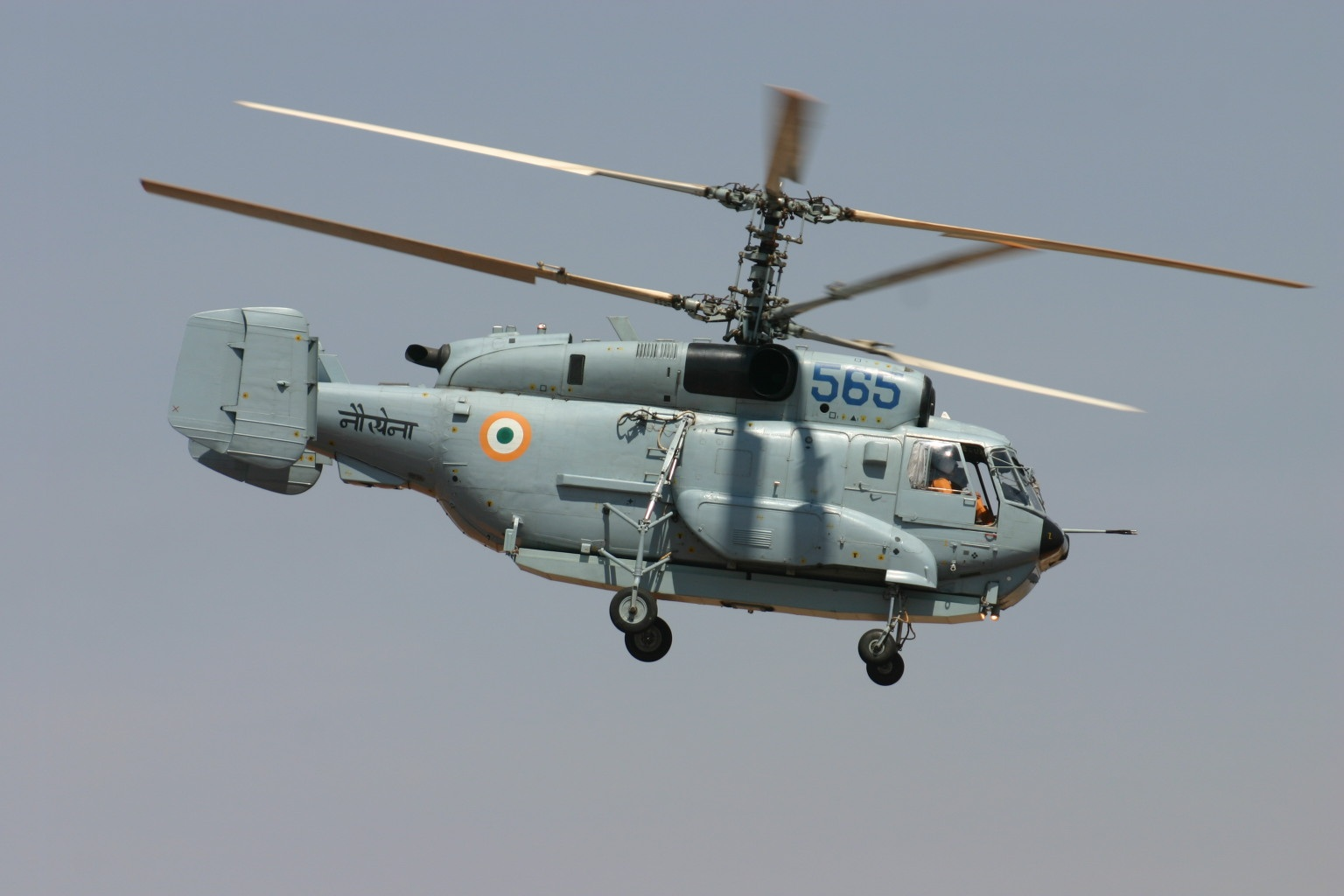
Ein Ka-31 der indischen Marine mit eingeklapptem Radar

- Marine der Volksrepublik China: 9 Ka-31[1]

 Indien
- Indische Marine: 9 Ka-31

 Russland
- Russische Seekriegsflotte